# Разкрижє (община)
Община Разкрижє (словен. Občina Razkrižje) — одна з общин Словенії. Адміністративним центром є місто Разкрижє.

## Населення
У 2011 році в общині проживало 1356 осіб, 673 чоловіків і 683 жінок. Чисельність економічно активного населення (за місцем проживання), 502 осіб. Середня щомісячна чиста заробітна плата одного працівника (EUR), 872,74 (в середньому по Словенії 987.39). Приблизно кожен другий житель у громаді має автомобіль (48 автомобілі на 100 жителів). Середній вік жителів склав 41,6 роки (в середньому по Словенії 41.8). 